# Columnea urbanii
Columnea urbanii là một loài thực vật có hoa trong họ Tai voi. Loài này được Stearn mô tả khoa học đầu tiên năm 1969.